# Eurema xantochlora
Eurema xantochlora is een vlindersoort uit de familie van de Pieridae (witjes), onderfamilie Coliadinae.
Eurema xantochlora werd in 1850 beschreven door Kollar.